# 313 f.Kr.

## Händelser

### Efter plats

#### Egypten
- Ptolemaios, vars egyptiska rike även innefattar Cypern, slår ner ett uppror på denna ö. Ett uppror i Kyrene krossas också.

#### Grekland
- Då man har tröttnat på det makedoniska styret återkallar folket i Epiros sin förre kung Aiakides. Kassander skickar omedelbart en armé mot honom. Denna leds av hans (Kassanders) bror Filip, som därmed avleds från att invadera Aitolien.
- Filip besegrar Aiakides i ett fältslag, varvid Aiakides med sina kvarvarande styrkor går i allians med aitolierna. Ett andra fältslag äger rum, i vilket Filip återigen segrar och Aiakides stupar. Den återstående aitoliska armén tar sin tillflykt till de omkringliggande bergen.

## Avlidna
- Aiakides, kung av Epiros sedan 331 f.Kr.